# Даніло Петруччі
Даніло Карло Петруччі (італ. Danilo Carlo Petrucci; 24 жовтня 1990, Терні, Італія) — італійський мотогонщик, учасник чемпіонатів світу з шосейно-кільцевих мотогонок у різних серіях. У сезоні 2016 року виступає у класі MotoGP за команду «Pramac Racing» під номером 9.

## Біографія
Даніло Петруччі народився 24 жовтня 1990 року в Терні. Його перша поява у мотоспорті відбулася у змаганнях з міні тріалу у 1998 році, в яких він виграв національний чемпіонат у 1999 році, після чого брав участь у гонках по бездоріжжю та кросу.
У змаганнях з шосейно-кільцевих мотоперегонів дебютував у 2005 році, відразу продемонструвавши непогані результати. Це дозволило Даніло дебютувати у Європейській серії Суперсток 600 у 2007 році.
У 2009 році Петруччі проводить перший повноцінний сезон у цих змаганнях з командою «Team Italia», відіграючи одну з головних ролей у чемпіонаті. Сезон закінчив на 4-му місці. У тому ж році Даніло займає друге місце в чемпіонаті Італії в серії «Superstock 1000», перемігши у ній в категорії пілотів віком до 23 років.
У 2010 році Даніло Петруччі бере участь одночасно у двох змаганнях, виступаючи за команду «Pedercini Kawasaki»: він бере участь у чемпіонаті світу Superstock 1000 і в класі SBK чемпіонату Італії, де він займає третє місце, отримуючи також перемогу в категорії пілотів віком до 25 років.
В сезоні 2011 року Петруччі стає другим у чемпіонаті світу Superstock 1000 та виграє чемпіонат Італії в цьому класі, виступаючи на Ducati за команду «Team Barni».

### MotoGP
У 2012 році Даніло дебютує у чемпіонаті світу MotoGP з командою «Came IodaRacing Project», відразу в «королівському» класі. Перший гоночний сезон італієць з 27 очками закінчив на 19-й позиції.
В сезоні 2013 року Петруччі продовжив виступати за «Came IodaRacing Project» у класі MotoGP. Найкращим його результатом стало 11-е місце на Гран-Прі Каталонії, загалом же сезон закінчив на 17-у місці.
В наступному сезоні Даніло продовжив виступати за «IodaRacing Project». Найкращим результатом стало 11-е місце на Гран-Прі Арагону. Загалом же сезон в загальному заліку він закінчив на 20-у місці.
Перед початком сезону 2015 Даніло перейшов до іншої італійської команди, «Pramac Racing». Там він отримав у своє розпорядження більш конкурентний мотоцикл Ducati Desmosedici GP14, що дозволило розраховувати на найкращі результати. Даніло став справжнім відкриттям року, продемонструвавши низку хороших результатів. А його справжній прорив відбувся на Гран-Прі Великої Британії, де він зумів нав'язати боротьбу за перемогу у гонці самому Валентіно Россі та зайняв друге місце, здобувши свій перший подіум за часи виступів у «королівському» класі. За підсумками сезону він зайняв 10-е місце загального заліку.
На наступний сезон італієць залишився у команді.

## Статистика виступів

### У розрізі сезонів
| Сезон | Клас   | Команда                          | Мотоцикл                | Гонки | Пер | Под | ПП | НК | Очки | Місце |
| ----- | ------ | -------------------------------- | ----------------------- | ----- | --- | --- | -- | -- | ---- | ----- |
| 2012  | MotoGP | Came IodaRacing Project          | Ioda/Ioda-Suter         | 18    | 0   | 0   | 0  | 0  | 27   | 19    |
| 2013  | MotoGP | Came IodaRacing Project          | Ioda-Suter              | 18    | 0   | 0   | 0  | 0  | 26   | 17    |
| 2014  | MotoGP | IodaRacing Project               | ART                     | 14    | 0   | 0   | 0  | 0  | 17   | 20    |
| 2015  | MotoGP | Pramac Racing Octo Pramac Racing | Ducati Desmosedici GP14 | 18    | 0   | 1   | 0  | 0  | 113  | 10    |
| 2016  | MotoGP | Pramac Racing                    | Ducati Desmosedici GP15 |       |     |     |    |    |      |       |
| Разом | Разом  | Разом                            | Разом                   | 68    | 0   | 1   | 0  | 0  | 183  |       |

## Цікаві факти
- Батько Даніла, який має таке ж ім'я, теж має відношення до MotoGP — у 2015 році він працював водієм вантажівки в команді «Leopard Racing»[1].